# پارک ملی سیلند
پارک ملی سیلند (به لاتین: Seiland National Park) یک پارک ملی در نروژ است که در التا، نروژ واقع شده‌است.

## جغرافیا
بلندترین نقطه پارک ۱٬۰۷۸ متر (۳۵۳۷ فوت)، کوه سیلاندشتووا است. پارک ۳۱۶ کیلومتر مربع وسعت دارد.